# Rhicnocoelia brevivitta
Rhicnocoelia brevivitta är en stekelart som först beskrevs av Walker 1836.  Rhicnocoelia brevivitta ingår i släktet Rhicnocoelia och familjen puppglanssteklar. Inga underarter finns listade i Catalogue of Life.